# Geschwister-Scholl-Gymnasium (Winterberg)
Das Geschwister-Scholl-Gymnasium (GSG) in Winterberg, früher Private katholische Rektoratsschule zu Winterberg in Westfalen, ist ein Gymnasium sowie eine Eliteschule des Sports in Nordrhein-Westfalen.

## Namensgebung
Bis die Schule im Jahr 1993 nach den Widerstandskämpfern Sophie und Hans Scholl in „Geschwister-Scholl-Gymnasium“ umbenannt wurde, trug sie den Namen „Private katholische Rektoratsschule zu Winterberg in Westfalen“.

## Geschichte
Am 24. April 1919 wurde das heutige Geschwister-Scholl-Gymnasium als „Private katholische Rektoratsschule“ mit 21 männlichen Schülern gegründet. Jedoch ließen schlechte Infrastruktur und Verkehrsanbindungen damals immer wieder an der Sinnhaftigkeit des Schulbetriebs zweifeln. Besonders großen Widerspruch gab es über Jahrzehnte hinweg von Bürgermeistern der Stadt sowie dem Stadtrat Winterbergs; sie hielten die Schule für sinnlos und zu teuer. Durch engagierte Lehrer und Rektoren konnte die Schule jedoch mühsam erhalten werden. Ab dem Schuljahr 1936 durften auch Mädchen die Schule besuchen, und es wurde angefangen, das Fach Englisch zu lehren. 1949 wurde das erste Mal die Mittlere Reife von Schülern abgelegt. Schüler, die das Abitur erreichen wollten, mussten jedoch auf umliegende Schulen in Brilon oder Fredeburg wechseln. 1950 wollte die Stadt erneut ihrem Ziel nachkommen, die Schule bei einer Mittelschule zu belassen, und war gegen den Vorschlag, die Schulform zu einem Gymnasium zu ändern. Sie kündigte schließlich allen Lehrern. Der Schulbetrieb konnte nur durch das Engagement der Lehrer, Eltern und der Kirche mühsam erhalten werden. 1965 wurde die Schule zu einem Gymnasium mit 318 Schülern; zwei Jahre später legten erstmals Schüler in Winterberg ihr Abitur ab. Da das neu entstandene „Städtische Neusprachliche Gymnasium“ gut besucht war, wurde 1973 das jetzige Gebäude neu gebaut.
1993 wurde das Gymnasium in Geschwister-Scholl-Gymnasium umbenannt.
2005 erhielt das Gymnasium die Auszeichnung Eliteschule des Sports, nachdem im Jahr 1991 die Sportförderung als Schwerpunkt ergänzt worden war. Mitte der 1990er Jahre wurde die Schule zur „Partnerschule des Leistungssports“ und im Jahr 2002 zur „Sportbetonten Schule des Landes NRW“. Das Geschwister-Scholl-Gymnasium ist somit eine von 40 „Eliteschulen des Sports“ in Deutschland und eine von fünf in Nordrhein-Westfalen.

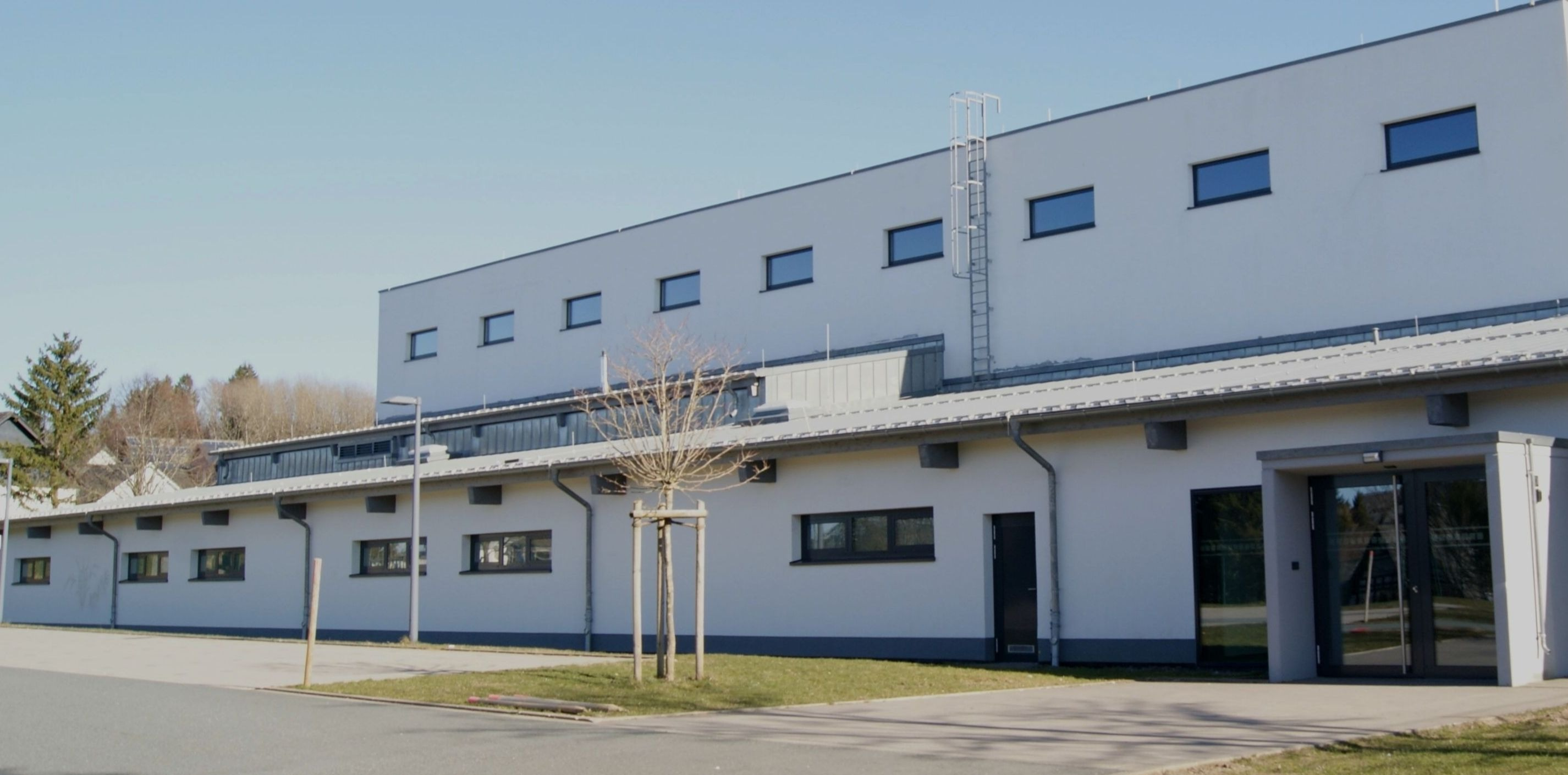
Moderne Sporthalle der Schule

2014 wurde die neue und moderne Dreifach-Turnhalle eröffnet. Sie wurde neben dem Schulgebäude errichtet und enthält unter anderem einen Laufschlauch sowie einen Fitnessraum. Sie dient Schülern und Leistungssportlern.
Im Jahr 2019 feierte das Gymnasium sein 100-jähriges Bestehen. Anlässlich dazu gab es einen Frühlingsmarkt, ein von Schülern und Lehrern organisiertes Schulfestival sowie eine Wanderausstellung über die Widerstandsgruppe der Weißen Rose. Am 23. November 2019 gab es zum Abschluss schließlich einen Tag der offenen Tür sowie den alljährlich stattfindenden Weihnachtsmarkt.

## Bekannte ehemalige Schüler und Lehrer

### Lehrer
- Rolf Dauber (* 1962), ehemaliger Bobpilot[13]
- Hans-Georg Klemm (* 1965), Sachbuchautor[14]

### Schüler
- Robin Geueke (* 1992), Rennrodler
- David Gamm (* 1995), Rennrodler
- David Gerlach (* 1983), Fremdsprachendidaktiker
- Maren Hammerschmidt (* 1989), Biathletin
- Sebastian Haupt (* 1985), ehemaliger Skeletonpilot
- Christoph Knie (* 1984), ehemaliger Biathlet
- Jacqueline Lölling (* 1995), Skeletonpilotin[15]
- Corinna Martini (* 1985), Rennrodlerin
- Justin Moczarski (* 1998), Nordischer Kombinierer
- Marie Naehring (* 2003), Nordische Kombiniererin
- Hannah Neise (* 2000), Skeletonpilotin und Olympiasiegerin
- Steffen Tepel (* 1985), ehemaliger Nordischer Kombinierer und ehemaliger Cheftrainer der Schweizer Nationalmannschaft
- Stefan Tuss (* 1988), ehemaliger Nordischer Kombinierer
- Emily Schneider (* 2003), Nordische Kombiniererin und Skispringerin
- Felix Seibel (* 1997), Skeletonpilot
- René Spies (* 1973), ehemaliger Bobpilot und heutiger Bob-Bundestrainer
- Sandro Stielicke (* 1986), ehemaliger Skeletonpilot

## Schulleiter
Eine chronologische Übersicht über alle Schulleiter der Schule seit 1919.
| Amtszeit                | Schulleiter        |
| ----------------------- | ------------------ |
| 24.04.1919 – Mai 1927   | Johannes Cramer    |
| Mai 1927 – 15.01.1940   | Ludwig Koestel     |
| 15.01.1940 – 03.12.1947 | Dr. Klaus Hamper   |
| 03.12.1947 – 01.04.1952 | Heinrich Bick      |
| 01.05.1952 – Juli 1972  | Georg Düring       |
| 23.01.1973 – 01.08.1990 | Wilhelm Siepmann   |
| 29.05.1991 – 31.01.2010 | Franz Rudolf Weber |
| Seit dem 26. März 2010  | Ulrich Cappel      |